# NGC 1993
NGC 1993 je galaksija u zviježđu Zecu.

## Vanjske poveznice
- SEDS: NGC 1993